# Pseudorhaphitoma paula
Pseudorhaphitoma paula é uma espécie de gastrópode do gênero Pseudorhaphitoma, pertencente a família Mangeliidae.